# Quetzalcóatl, Mexiko
Quetzalcóatl är en ort i Mexiko.   Den ligger i kommunen Balancán och delstaten Tabasco, i den sydöstra delen av landet, 900 km öster om huvudstaden Mexico City. Quetzalcóatl ligger 37 meter över havet och antalet invånare är 677.
Terrängen runt Quetzalcóatl är mycket platt. Runt Quetzalcóatl är det glesbefolkat, med 20 invånare per kvadratkilometer. Närmaste större samhälle är El Triunfo, 16,0 km nordväst om Quetzalcóatl. Omgivningarna runt Quetzalcóatl är en mosaik av jordbruksmark och naturlig växtlighet.